# Sistema de Control de Área de Tránsito Bío Bío
El Sistema de Control de Área de Tránsito Bío Bío (más conocido por sus siglas SCAT Bío Bío) es el organismo encargado de gestionar, mejorar y vigilar el tránsito vehicular del Gran Concepción, Chile.
Todo este control se realiza desde el edificio de control vial y ferroviarío más moderno de Sudamérica, ubicado en la ciudad de Concepción.

## Historia
La idea de implementar un organismo que controlara el tránsito vehicular y ferroviario en la ciudad nace en 1992, de manera que las construcciones posteriores de arterias viales contemplaban que tendrían que integrarse a un sistema central de control.
En el año 2005 se construye la primera etapa del SCAT Bío Bío, consistente en instalar sistemas de control en las principales arterias viales del Gran Concepción, entre ellas Avenida Costanera, Avenida Los Carrera, etc.
A inicios de 2006 es entregada la segunda etapa, llegando al control de 190 intersecciones.

## Funcionamiento
El SCAT Bío Bío tiene una cobertura que cubre a Concepción, San Pedro de la Paz, Talcahuano y Chiguayante. Cubre 190 intersecciones en estas cuatro ciudades.
Cuenta además con un circuito de televisión, traducido en 12 cámaras ubicadas en intersecciones críticas del Gran Concepción (accesibles desde la web), y 11 estaciones de conteo vehicular que muestran el nivel de congestión de cada avenida.